# Ophthalmoptera bipunctata
Ophthalmoptera bipunctata är en tvåvingeart som beskrevs av Friedrich Georg Hendel 1909. Ophthalmoptera bipunctata ingår i släktet Ophthalmoptera och familjen fläckflugor. Inga underarter finns listade i Catalogue of Life.